# 100 First Plaza
100 First Plaza (también conocido como Delta Dental Tower) es un edificio de oficinas de gran altura de 27 pisos y 136 m (m) ubicado en 100 First Street en el Distrito Financiero de la ciudad de San Francisco, en el estado de California (Estados Unidos). La construcción del edificio se completó en 1988. Es el 35º edificio más alto de la ciudad. Skidmore, Owings & Merrill se desempeñaron como arquitectos de diseño para el desarrollo 100 First Plaza que fue diseñado con varios retranqueos, junto con una fachada ranurada y facetada, y contiene varios muros cortina en la azotea y una notable aguja de 19 m.